# مائورو نوما
مائورو نوما (ایتالیایی: Mauro Numa؛ زادهٔ ۸ نوامبر ۱۹۶۱) شمشیرباز اهل ایتالیا است.
وی در مسابقات کشوری و بین‌المللی در مجموع برندهٔ ۳ مدال طلا، ۳ مدال نقره، ۳ مدال برنز شده‌است.